# Dyskografia Good Charlotte
Dyskografia poppunkowego zespołu Good Charlotte zawierająca albumy, single i inne.

## Albumy studyjne

### Miejsca na listach
| Data wydania         | Album                            | Pozycja na liście | Pozycja na liście | Pozycja na liście | Pozycja na liście | Pozycja na liście | Pozycja na liście | Pozycja na liście | Pozycja na liście | Pozycja na liście | Pozycja na liście | Pozycja na liście | Pozycja na liście | Pozycja na liście |
| Data wydania         | Album                            | Stany Zjednoczone | Wielka Brytania   | Australia         | Nowa Zelandia     | Niemcy            | Austria           | Szwajcaria        | Dania             | Szwecja           | Francja           | Irlandia          | Finlandia         |                   |
| -------------------- | -------------------------------- | ----------------- | ----------------- | ----------------- | ----------------- | ----------------- | ----------------- | ----------------- | ----------------- | ----------------- | ----------------- | ----------------- | ----------------- | ----------------- |
| 26 września 2000     | Good Charlotte                   | 185               | 194               | 85                | 2                 | –                 | –                 | –                 | –                 | –                 | –                 | –                 | –                 | –                 |
| 1 października 2002  | The Young and the Hopeless       | 7                 | 15                | 9                 | 10                | 37                | 20                | 46                | 57                | 7                 | 63                | 16                | –                 | –                 |
| 5 października 2004  | The Chronicles of Life and Death | 3                 | 8                 | 1                 | 11                | 18                | 11                | 20                | 50                | 13                | 32                | 23                | 34                | 4                 |
| 19 marca 2007        | Good Morning Revival             | 7                 | 13                | 5                 | 2                 | 10                | 10                | 7                 | 58                | 23                | 38                | 23                | 16                | 6                 |
| 27 października 2010 | Cardiology                       | 31                | 63                | 3                 | 18                | 46                | 29                | 24                | –                 | –                 | 67                | –                 | –                 | 27                |
| 15 lipca 2016        | Youth Authority                  | 23                | 13                | 1                 | 15                | 17                | 15                | 8                 | 77                | –                 | 75                | –                 | –                 | –                 |
| 14 września 2018     | Generation RX                    | –                 | –                 | –                 | –                 | –                 | –                 | –                 | –                 | –                 | –                 | –                 | –                 | –                 |

### Certyfikaty
| Data wydania         | Nazwa                            | Kraj               | Kraj            | Kraj            | Kraj               | Kraj            | Kraj        | Kraj        | Kraj        | Kraj          |
| Data wydania         | Nazwa                            | Stany Zjednoczone  | Wielka Brytania | Australia       | Kanada             | Nowa Zelandia   | Austria     | Niemcy      | Szwecja     | Francja       |
| -------------------- | -------------------------------- | ------------------ | --------------- | --------------- | ------------------ | --------------- | ----------- | ----------- | ----------- | ------------- |
| 26 września 2000     | Good Charlotte                   | Złota płyta        | -               | -               | -                  | Platynowa płyta | -           | -           | -           | -             |
| 1 października 2002  | The Young and the Hopeless       | 3x Platynowa płyta | Platynowa płyta | Platynowa płyta | 2x Platynowa płyta | Platynowa płyta | -           | -           | Złota płyta | Srebrna płyta |
| 5 października 2004  | The Chronicles of Life and Death | Platynowa płyta    | Złota płyta     | Platynowa płyta | -                  | -               | Złota płyta | Złota płyta | -           | -             |
| 19 marca 2007        | Good Morning Revival             | -                  | -               | Platynowa płyta | Złota płyta        | Złota płyta     | -           | -           | -           | -             |
| 27 października 2010 | Cardiology                       | -                  | -               | Złota płyta     |                    |                 | -           | -           | -           | -             |

## Wideografia

### Certyfikaty
| Data wydania        | Nazwa                           | Wytwórnia płytowa | Kraj              | Kraj        |
| Data wydania        | Nazwa                           | Wytwórnia płytowa | Stany Zjednoczone | Australia   |
| ------------------- | ------------------------------- | ----------------- | ----------------- | ----------- |
| 2003                | Good Charlotte Video Collection | Epic Records      | Platynowa płyta   | Złota płyta |
| 5 października 2004 | Live At Brixton                 | Epic Records      | -                 | Złota płyta |
| 19 grudnia 2006     | Fast Future Generation          | Epic Records      | -                 | -           |

## Dema
- Demo 1 (1997)
- Demo 2 (1998)

## Minialbumy
- Another EP (1999 lub 2000)
- GC EP (2000)

## Albumy koncertowe
- Bootlegs (2004)

## Kompilacje
- Greatest Remixes (25 listopada 2008)
- Greatest Hits (5 listopada 2010)

## Single
| Rok | Singel                                        | Pozycja na liście | Pozycja na liście | Pozycja na liście | Pozycja na liście | Pozycja na liście | Pozycja na liście | Pozycja na liście | Pozycja na liście | Pozycja na liście | Pozycja na liście | Pozycja na liście | Certyfikaty     | Album                            |
| Rok | Singel                                        | Stany Zjednoczone | U.S. Mod          | U.S. Main         | U.S. Pop          | Wielka Brytania   | Australia         | Włochy            | Niemcy            | Austria           | Szwajcaria        | Nowa Zelandia     | Certyfikaty     | Album                            |
| --- | --------------------------------------------- | ----------------- | ----------------- | ----------------- | ----------------- | ----------------- | ----------------- | ----------------- | ----------------- | ----------------- | ----------------- | ----------------- | --------------- | -------------------------------- |
| 2001 | Little Things                                 | –                 | 23                | –                 | –                 | –                 | 61                | –                 | –                 | –                 | –                 | –                 | –               | Good Charlotte                   |
| 2001 | The Motivation Proclamation                   | 65                | –                 | –                 | –                 | –                 | 78                | –                 | –                 | –                 | –                 | –                 | –               | Good Charlotte                   |
| 2001 | The Click1                                    | –                 | –                 | –                 | –                 | –                 | –                 | –                 | –                 | –                 | –                 | –                 | –               | Good Charlotte                   |
| 2001 | Festival Song                                 | –                 | –                 | –                 | –                 | –                 | –                 | –                 | –                 | –                 | –                 | –                 | –               | Good Charlotte                   |
| 2003 | Lifestyles Of The Rich And Famous             | 20                | 11                | 6                 | 112               | 8                 | 17                | 48                | 27                | 24                | 19                | 33                | złota płyta     | The Young and the Hopeless       |
| 2003 | The Anthem                                    | 43                | 10                | 11                | 232               | 10                | 14                | 42                | 52                | –                 | 27                | –                 | złota płyta     | The Young and the Hopeless       |
| 2003 | Girls & Boys                                  | 48                | –                 | 10                | 252               | 6                 | 33                | 34                | 47                | 45                | 84                | 25                | –               | The Young and the Hopeless       |
| 2003 | The Young and the Hopeless                    | –                 | 28                | –                 | –                 | 34                | –                 | –                 | –                 | –                 | –                 | –                 | –               | The Young and the Hopeless       |
| 2003 | Hold On                                       | 63                | –                 | 17                | 312               | 34                | –                 | –                 | 67                | –                 | –                 | –                 | –               | The Young and the Hopeless       |
| 2004 | Predictable                                   | 106               | 28                | 20                | –                 | 12                | 15                | 53                | 29                | 43                | 45                | 27                | –               | The Chronicles of Life and Death |
| 2005 | I Just Wanna Live                             | 51                | –                 | 18                | 29                | 9                 | 12                | 9                 | 19                | 15                | 21                | 6                 | złota płyta     | The Chronicles of Life and Death |
| 2005 | The Chronicles of Life and Death3             |                   |                   |                   |                   | 30                | 31                | 50                | 65                | 50                | 47                | –                 | –               | The Chronicles of Life and Death |
| 2005 | We Believe                                    | –                 | –                 | –                 | –                 | –                 | –                 | –                 | 38                | 39                | –                 | –                 | –               | The Chronicles of Life and Death |
| 2007 | The River4                                    | 39                | 38                | –                 | 39                | 108               |                   | –                 | 40                | 37                | –                 |                   | –               | Good Morning Revival             |
| 2007 | Keep Your Hands Off My Girl3                  |                   |                   |                   |                   | 23                | 5                 | 12                | 32                | 29                | 27                | 20                | złota płyta     | Good Morning Revival             |
| 2007 | I Don't Wanna Be In Love (Dance Floor Anthem) | 25                | –                 | 16                | 15                | –                 | 2                 | –                 | –                 | –                 | –                 | 11                | platynowa płyta | Good Morning Revival             |
| 2008 | Misery3                                       |                   |                   |                   |                   | –                 | 24                | –                 | –                 | –                 | –                 | –                 | –               | Good Morning Revival             |
| 2008 | Where Would We Be Now                         | –                 | –                 | –                 | –                 | –                 | –                 | –                 | –                 | –                 | –                 | –                 | –               | Good Morning Revival             |
| Uwagi: 1. Singel promocyjny. 1. Lista Pop 100 przejęła funkcję listy Top 40 Tracks. 1. Nie wydany w Stanach Zjednoczonych. 1. Nie wydany w Australii i Nowej Zelandii. |                                               |                   |                   |                   |                   |                   |                   |                   |                   |                   |                   |                   |                 |                                  |

## Teledyski
| Little Things - Data wydania: 2001 - Wytwórnia płytowa: Epic Records - Reżyser: Nigel Dick - Producent: Don Gilmore |
| The Motivation Proclamation - Data wydania: 2001 - Wytwórnia płytowa: Epic Records - Reżyser: Marc Webb - Producent: Don Gilmore                                                                                               |
| The Click - Data wydania: 2001 / 2002 - Wytwółrnia płytowa: Epic Records - Reżyser: David i Thomas McGrath - Producent: John Feldman - Uwagi: Teledysk nagrany w ramach programu MTV Undergrads.                               |
| Festival Song - Release date: 2001 / 2002 - Wytwórnia płytowa: Epic Records - Reżyser: Marc Webb - Producent: Don Gilmore |
| Lifestyles Of The Rich And Famous - Data wydania: 2002 - Wytwórnia płytowa: Epic Records - Reżyser: Bill Fisherman - Producent: Eric Valentine                                                                                 |
| The Anthem - Data wydania: 2002 / 2003 - Wytwórnia płytowa: Epic Records - Reżyser: Smith N' Borin - Producent: John Feldman                                                                                                   |
| Girls & Boys - Data wydania: 2003 - Wytwórnia płytowa: Epic Records - Reżyser: Smith N' Borin - Producent: Eric Valentine |
| The Young and the Hopeless - Data wydania: 2003 - Wytwórnia płytowa: Epic Records - Reżyser: Sam Erickson, Benji Madden i Joel Madden - Producent: Eric Valentine                                                              |
| Hold On - Data wydania: 2003 / 2004 - Wytwórnia płytowa: Epic Records - Reżyser: Samuel Bayer - Producent: Eric Valentine |
| Predictable - Data wydania: 2004 - Wytwórnia płytowa: Epic Records - Reżyser: Brothers Blood i Smith N' Borin - Producent: Eric Valentine                                                                                      |
| I Just Wanna Live - Data wydania: 2005 - Wytwórnia płytowa: Epic Records - Reżyser: Brett Simon - Producent: Eric Valentine |
| The Chronicles of Life and Death - Data wydania: 2005 - Wytwórnia płytowa: Epic Records - Reżyser: - Producent: Eric Valentine                                                                                                 |
| We Believe - Data wydania: 2005 - Wytwórnia płytowa: Epic Records - Reżyser: - Producent: Eric Valentine |
| Keep Your Hands Off My Girl (Ver.1) - Data wydania: 2006 / 2007 - Wytwórnia płytowa: Epic Records - Reżyser: Marvin Scott Jarret - Producent: Don Gilmore - Uwagi: Teledysk został pokazany w 2006 roku, jako singel w 2007 r. |
| Keep Your Hands Off My Girl (Ver. 2) - Data wydania: 2007 - Wytwórnia płytowa: Epic Records - Reżyser: Samuel Bayer - Producent: Don Gilmore                                                                                   |
| The River - Data wydania: 2007 - Wytwórnia płytowa: Epic Records - Reżyser: Marc Webb - Producent: Don Gilmore |
| Dance Floor Anthem (I Don't Wanna to Be In Love) - Data wydania: 2007 - Wytwórnia płytowa: Epic Records - Reżyser: Sean Micheal Turrell - Producent: Don Gilmore                                                               |